# Mochizuki Chiyome
En aquest nom japonès, el cognom és Mochizuki.
Mochizuki Chiyome (望月千代女), també coneguda com a Mochizuki Chiyojo (望月千代女) o Mochizuki Chiyo (望月千代), fou una poetessa i aristòcrata japonesa del segle xvi. Creà un grup de ninges completament femení, també conegudes com a kunoichi, al servei del clan Takeda.

## Biografia

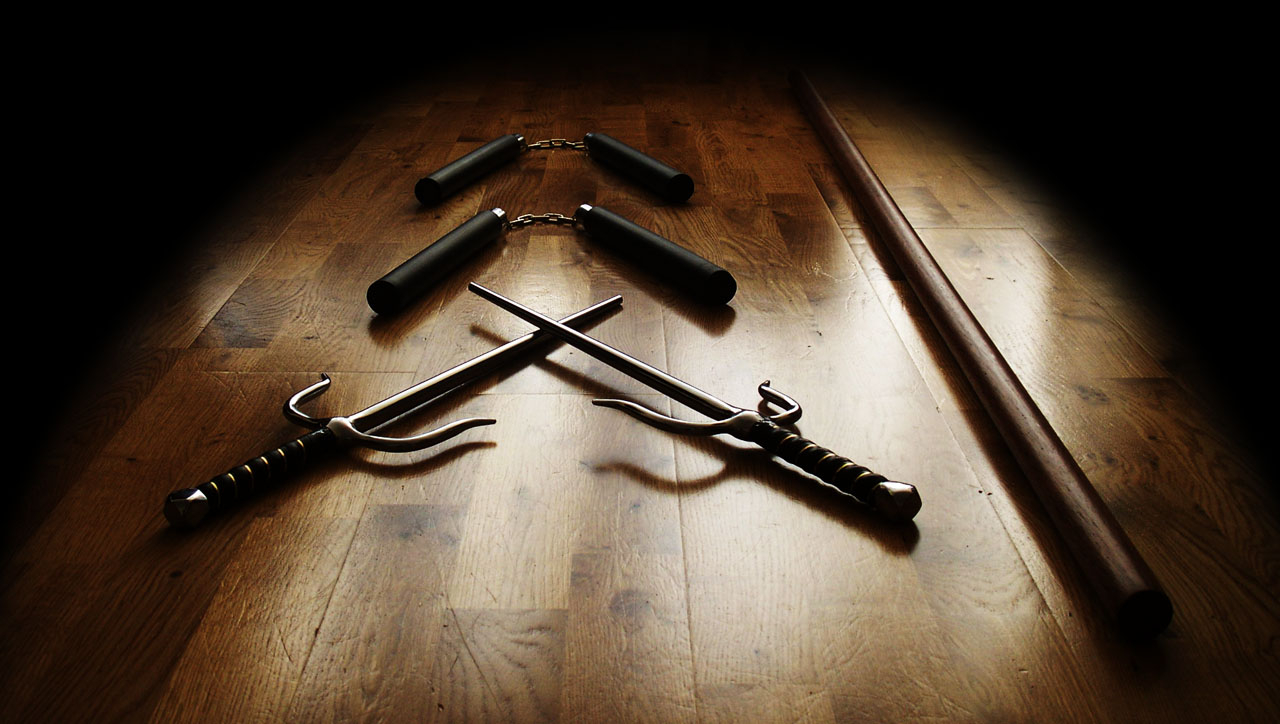
Sais, nunchakus i bo, armes pròpies del ninjutsu

Chiyome, descendent del ninja del segle xv, Mochizuki Izumo-no-Kami ( 望月 出 雲 守) del Kōga-ryū, era l'esposa de Mochizuki Moritoki, un samurai senyor del districte de Saku, a la província de Shinano i parent llunyà d'Izumo-no-Kami. Després que Moritoki morís a la Quarta Batalla de Kawanakajima el 1561, Chiyome va quedar a cura del  daimyō  Takeda Shingen, el líder del clan Takeda i oncle del seu difunt marit. Va ser llavors quan Shingen es va apropar a ella i li va donar una important missió: reclutar dones i crear una xarxa secreta de kunoichi (dones ninja) per tal emprar-la contra els senyors de la guerra rivals. El pla de Takeda era tenir operatius femenins completament entrenats que poguessin actuar com espies i agents a l'hora de recopilar informació i enviar missatges codificats als seus aliats. Chiyome era la millor candidata per a això, ja que provenia d'una llarga línia de ninges Kōga. Va acceptar la tasca, va establir la seva base d'operacions al poble de Nezu (jp: 祢 津 村) a la regió de la  Shinshū (l'actual ciutat de Tōmi (Nagano)) i començà la seva recerca de possibles candidates a les que entrenar.
Chiyome va reclutar prostitutes i altres dones marginades, víctimes de les guerres civils del període Sengoku i noies joves que quedaven orfes, perdudes o abandonades. Moltes persones creien que les estava ajudant i que els donava l'oportunitat de començar una nova vida, però en realitat les entrenava per a recopilar i verificar informació i per a ser seductores, missatgeres i, quan fos necessari, assassines. També se’ls ensenyaven totes les habilitats d'una sacerdotessa errant, fet que els va permetre viatjar pràcticament a qualsevol lloc sense aixecar sospites, rebent educació religiosa per completar la seva disfressa. Amb el pas del temps, les kunoichi de Chiyome van aprendre a utilitzar eficaçment més disfresses com a actrius, prostitutes o geishes, cosa que els va permetre moure's lliurement per pobles, pobles, castells i temples i accedir als seus objectius. Amb el temps, Chiyome i les seves kunoichi arribaren a establir una extensa xarxa d'unes 200-300 agents que donaven servei al clan Takeda i Shingen sempre fou informat de totes les activitats, trobant-se sempre una passa endavant dels seus oponents fins a la seva misteriosa mort el 1573.

## Polèmica sobre la seva autenticitat històrica
S'ha argumentat que el seu nom apareix només després de 1971, en un llibre sense naturalesa acadèmica titulat «Investigació de la història japonesa» (考証日本史), de l'autor Shisei Inagaki (稲垣史生).Yoshimaru:p282 En el seu llibre, Inagaki:
1. Descriu els destalls de la Quarta batalla de Kawanakajima.Yoshimaru:p282
2. Afirma que Moritoki Mochizuki era marit de Chiyome i que va morir en aquesta batalla.Yoshimaru:p282
3. Presenta un document antic, un privilegi atorgat a Chiyome per part de Shingen i afirma que, a causa d'aquest permís, va sorgir la "vila miko".Yoshimaru:p282
4. Assegura que les miko de la vila es convertiren en espies.Yoshimaru:p282
5. Afirma que, llavors, Chiyome esdevingué una ninja.

Per altra banda, Katsuya Yoshimaru (吉丸雄哉), professor associat de la Universitat Mie que estudia la literatura del període Edo japonès i els ninges, afirma que Chiyome no existí i enumera els punts presumptament erronis del llibre de Inagaki: 
1. No hi ha un document històric que descrigui els detalls de la batalla.Yoshimaru:p282
2. Moritoki no morí en aquesta batalla.Yoshimaru:p284
3. El privilegi escrit no existeix.Yoshimaru:p282 En general, la major part dels privilegis són falsos.Yoshimaru:p284
4. La reivindicació de les activitats d'espionatge de les miko no té fonament, es basa només en les sospites d'Inagaki.Yoshimaru:p284
5. La naturalesa ninja de Chiyome també manca de fonament. Tot i que Inagaki es refereix a la  Història de les miko japoneses  (日本 巫女 史), 1930, escrita per Taro Nakayama (中山 太郎), aquest llibre no diu res sobre ninges Yoshimaru:p284 i totes les mencions apareixen per primer cop al llibre d'Inagaki.

El nom de Chiyome es va fer popular després que un article de dues pàgines sobre ella fos publicat en un número especial de la revista  History Reader  (歴 史 読 本), de 1991, titulat  Exemplar especial extraordinari: el llistat definitiu de tots els tipus de ninges  (臨時 増 刊号 『決定 版「 忍者 」の 全 て). Yoshimaru:p285 Aquest article deia que Chiyome era una ninja de rang superior (上 忍); segons Yoshimaru, històricament va existir una jerarquia ninja basada en rangs.Yoshimaru:p285

## Recursos
- Katsuya Yoshimaru and Yuji Yamada. «望月千代女伝の虚妄». A: 吉丸雄哉、山田雄司　編. 忍者の誕生.  Bensei Shuppan, abril 2017. ISBN 978-4-585-22151-7.